# 刺齿十大功劳
刺齿十大功劳（学名：Mahonia setosa）为小檗科十大功劳属的植物，是中国的特有植物。分布在中国大陆的云南、四川等地，生长于海拔600米的地区，目前尚未由人工引种栽培。